# 육용정
육용정(陸用鼎, 1843년 1월 1일~1917년 6월 14일)은 조선 말기와 대한제국 시대의 유학자, 소설가이다. 갑신정변에 참여한 개화파 정치인 육종윤의 삼촌이자 양아버지이며, 육정수의 양할아버지이다. 박정희의 부인 육영수의 작은할아버지이며, 박근혜의 외종증조부가 된다.
1884년(고종 21년) 양자 육종윤이 갑신정변에 가담하여 금고됐다가 1894년(고종 32년) 갑신정변 관련자들을 복권하면서 관직에 올라 서오릉참봉, 참의교섭통상사무 등을 역임했다. 아관파천 이후 관직을 단념하고 은거하면서 소설과 저술들을 남겼다. 성리학자였지만 개화파 사상에 긍정적이었고, 동도서기론적인 사상을 견지하였다. 한편 당대의 동성애자들과 유별난 사람들의 일화를 모아 전기 소설 형식으로 남기기도 했다. 본관은 옥천(沃川)이며, 자는 재곤(在坤), 호는 의전(宜田), 본명은 용관(用觀)이다. 이병선(李秉善), 고산 임헌회(鼓山 任憲晦)의 문인이다.

## 생애

### 생애 초반
육용정은 음력 1842년(헌종 9) 11월에 육병규(陸炳奎)와 성주이씨(星州李氏)의 아들로 충청북도 옥천군 청산에서 출생하였다. 옥천군 청산은 그의 집안 대대로 세거한 곳이었다. 동생은 육용점(뒤에 용필로 이름을 개명)은 육영수의 친할아버지가 된다. 어릴 적 이름은 재곤(在坤)이고, 후에 이름을 용관(用觀)이라 하였다가 뒤에 다시 용정으로 개명하였다. 후에 육병규(陸炳圭)의 양자가 되었다.
그는 생부 육병두를 회고하기를 '아버지는 기의(氣義)를 숭상하고 통이 넓은 사람이었는데 독서는 즐겨하지 않았으며 ‘대장부는 마땅히 후인들이 자기의 행적을 기록하게 하는 것이 바람직하지 어찌 고인의 진적을 외우겠느냐’고 하였다. 또 ‘과거 시험은 애들 놀이이니 뜻 높은 자가 기웃거릴 데가 아니’라고 하였으나 자신의 뜻과 세상이 맞지 않아 불우하였던 것으로 보인다. 마구 술을 마시고 손님을 모아 날마다 술 마시면서 스스로를 방기하였지만 마을 사람들은 그를 ‘호걸’이라 칭하였다' 한다. 생부 육병규는 심화(心火)가 목구멍에 걸려 39세에 죽고 말았는데, 일종의 화병으로 추정된다. 후일 육용정은 나중에 보니 아버지가 남긴 초고들이 있었는데 종이가 낡고 글자가 빠져 자세하지 않은데다가 불까지 나서 그나마 없어졌다며 안타까워하였다.
어려서 아버지를 잃고 홀어머니 슬하에서 자랐으며, 어려서는 어머니 성주이씨의 사촌인 이병선(李秉善)의 문하에서 수학하다가 나중에는 노론계 기호성리학(畿湖性理學)의 거두였던 고산 임헌회의 문하에서 수학하였다. 금예(錦藝) 박선생(朴先生)이라는 유학자에게서도 수학하였지만 금예 박선생이 누군지는 알려지지 않았다. 그는 그 중에서도 외당숙인 이병선의 문하에서 25년간 수학하였다.

### 학문, 관료 생활
성인이 된 뒤에는 충청남도 면천에 이주하여 살다가 한성부로 상경하여 거주하였다. 부인 능성구씨와 결혼하였으나 아들이 없어 동생 육용필의 아들 육종윤(陸鍾允)을 양자로 들였다. 한편 그는 양자 육종윤을 박규수와 유대치의 문인인 김윤식의 문하에 보내 수학하게 했다. 박규수가 후일 옥천군으로 유배오게 되자 아들이 그의 문인이었으므로 김윤식과도 시문을 교유하며 친분을 쌓았다. 후일 김윤식은 그의 문집 서문 등을 써주기도 했다.
그는 김윤식, 김홍집 등의 온건 개화파 인사들과 교유, 개화 사상에는 적극 공감하면서도 유교사상을 기반으로 한 동도서기론적 입장을 견지하였다. 1884년(고종 21년) 12월 양자 육종윤이 갑신정변에 참여했다가 실패하고 일본으로 망명하자 연좌제에 의해 금고되었다. 그러나 그는 양자를 파양하지 않았다. 한편 갑신정변 이후 그는 해외에 유학을 가면 사람이 바뀌어 돌아온다며 유학을 가서는 안되는 이유를 주장하기도 했다. 한동안 그는 옥천군으로 내려가 살다가 1894년(고종 31년) 갑신정변 관련자들이 복권되면서 양아들 육종윤이 제중원주사(濟衆院主事)의 직위에 오르면서 육용정은 서오릉참봉(西五陵參奉)에 발탁되었다.
그 해 동학 농민 운동이 발발하면서 옥천에서 다시 한성부로 이사하게 되었고 참의교섭통상사무(參議交涉通商事務)로 승진하였다. 1895년 5월에는 휘경원 수봉관(徽慶園守奉官)에 임명되었다. 그러나 1896년 2월 육종윤이 아관파천 당시 유길준, 박영효 등과 함께 일본으로 망명하면서 관직을 그만두고 한성부 근처의 자택에서 은둔하며 소설과 저술들을 남겼다. 이후 현실에 좌절한 그는 김윤식 등 일부 개화파 원로들과 교류하며 시문과 소설, 저술 활동으로 소일하였다. 그밖에 김윤식, 어윤중, 윤웅렬, 정교(鄭喬), 이건창, 황필수(黃泌秀), 이건초(李建初) 등과 교유하며 시문을 주고받기도 했다.

### 생애 후반
만년에는 은거하면서 당대 지식인이었던 김택영(金澤榮), 윤웅렬, 김윤식 등과 교유하였다. 1912년에는 그간 저술되었던 《의전문고 (宜田文稿)》, 《의전시고 (宜田詩稿)》, 《의전속고 (宜田續稿)》, 《의전기술 (宜田記述)》 등을 모아서 《의전합고 (宜田合稿)》라는 이름으로 보성사(普成社)에서 현대인쇄술로 출판, 간행하였다. 저서 중 《의전기술》은 사론(士論), 군신론(君臣論), 경세론(經世論), 심성론(心性論), 서양지식 등 다양한 분야에 대한 그의 의견, 사상 등을 기술하였는데, 매우 짜임새 있는 책이라는 시각이 있다.
소설 작품으로는 자신이 직접 돌아다니면서 만난 인물들에 대한 실화를 윤색한 실화소설인 <군인처모소사전(軍人妻某召史傳)>, <송소합전(宋蘇合傳)>, <개자이석주전(丐者李錫周傳)>, <도자김동간전(刀者金同干傳)>, <이성선전(李聖先傳)> 등을 남겼다. 군인처모소사전은 동학농민운동에 참여한 남편의 시신을 거두고 종적을 감춘 과부의 이야기이고, 도자 김동간전은 백정인 김동간에 대한 실화 소설이다.
또한 중국의 한시인 사군곡(思君曲)을 한역하여 상사별곡이라 하였고, 한성유화가(漢城花柳歌) 19수, 강상회인(江上懷人)12수, 석별곡(惜別曲) 6수 등의 시도 남겼다.

### 은거와 최후
그는 당대의 일탈적인 삶을 살던 인물들에 대한 묘사와 기록을 전이라는 전기소설을 통해 상세히 남기기도 했다. 또한 동성애에 대한 언급이 금기시되고 동성애자에 대한 기록도 짤막하게 언급하던 다른 작가들과 달리 비교적 상세하게 동성애자들의 관계를 자신의 소설작품 속에 묘사하기도 했다.
1910년(융희 4년) 10월 한일 합방 직후 조선총독부에서 개화파 정치인에게 돈과 작위를 주었지만 모두 거절하고 향제에서 은거하며 소설과 저서 저술에 몰두하다가 1917년에 사망하였다. 사망당시 향년 75세였다.

### 사후
그의 양손자 육정수는 기독교를 받아들이고 YMCA기독교청년회의 간부로 활동하였다. 그의 조카인 육종관의 딸은 육영수였다.

## 저작

### 문집
- 《의전문고 (宜田文稿)》
- 《의전속고 (宜田續稿)》
- 《의전기술 (宜田記述)》
- 《의전합고 (宜田合稿)》(1917년)

### 시집
- 《의전시고 (宜田詩稿)》

### 소설
- ＜기몽 (記夢)＞
- ＜군인처모소사전 (軍人妻某召史傳)＞
- ＜송소합전 (宋蘇合傳)＞
- ＜개자이석주전 (丐者李錫周傳)＞
- ＜도자김동간전 (刀者金同干傳)＞
- ＜이성선전 (李聖先傳)＞
- ＜의전자전 宜田子傳＞
- ＜몽환진전 夢幻眞傳＞

### 작품
- <수분와육공묘지명(守分窩陸公墓誌銘)> - 족대부 육대진(陸大鎭) 묘지명
- <은천자육공묘지명(隱川子陸公墓誌銘)> - 족대부 육상지(陸相贄)의 묘지명
- <행와육공묘지명(杏窩陸公墓誌銘)> - 족숙 육병요(陸炳堯)의 묘지명
- <제고모유인능성구씨부문(祭姑母孺人綾城具氏婦文)> - 능성구씨 집안의 며느리인 고모의 제문
- <제자씨유인완산이씨부문(祭姊氏孺人完山李氏婦文)> - 전주이씨 며느리인 누이의 제문
- <논사장(論詞章)> - 사(詞)를 짓는 것에 대한 해설서
- <본생고백련부군행략(本生考白蓮府君行略)>
- <본생비성주이씨행략(本生妣星州李氏行略)>

### 시
- 노처녀의 노래(老處女吟)
- 남자의 답장(男子答詞)

## 사상과 신념

### 기독교에 대한 반감
그는 서양인들이 통상, 교섭을 말하는 것은 통상, 교섭을 핑계로 기독교를 들여보내 사람들을 선동하려는 것이 목적이라고 봤다. 의전기술 3권에서 그는 "서양인들이 교섭․통상을 명목으로 삼지만, 실제로는 각 국의 허실을 엿보아 혹은 기독교를 들여보내 민심을 선동하기도 하고, 혹은 반역자들을 유혹하여 나라의 실정을 염탐하기도 한다"고 하였다.

### 개화와 보수의 조화
그는 "지금은 한갓 수구(守舊)만을 일삼아 변통을 모르고 준비를 하지 않는다면 반드시 나라가 망할 것이고, 개화(開化)하더라도 한결같이 변란만을 따라서 실질이 없으면 나라가 망할 것이다."라며 보수와 개화의 조화를 주장하였다. 그 방법으로 그는 "수구자는 개화자를 새롭고 “신기한 것만을 좋아한다[喜新好奇]”고 하고, 개화자는 수구자를 “낡은 것을 좇고 항상된 것을 편히 여긴다(襲舊安常)”고 하는데, 양측이 모두 근거가 없는 것이 아니지만 병통 또한 없지 않다."고 보았다.
그는 개항론을 주장하면서도 개화 사상에 전적으로 동조하지는 않았다. 오히려 그는 흥선대원군파 사람인 신응조의 "내가 개화를 원하지 않는 것은 아니지만, 해외로 나가는 요새 젊은이들이 공 세우기를 좋아하여 앞뒤 안 가리고, 화륜선을 한 번 타면 그 마음이 곧 변해버리는데, 이런 자들에게 어찌 임무를 맡기겠는가?"라는 비판을 말을 세상을 걱정하는 우국충정이라고 긍정하였고, 그런 문제를 일으키는 인물로 갑신정변을 일으킨 갑신개화파들을 지목하기도 했다. 갑신정변 이후 그는 해외에 유학가서는 안된다고 주장하고 유학가서는 안되는 이유를 주장하기도 했다.

### 서양 기술
그는 자신의 저서 의전기술에서 "역시 지금 배우지 않을 수 없는 것은 서양인의 술학(術學)․기예(技藝), 그리고 교섭․통상을 통하여 여러 나라와 결련(結連)하고 이를 통해 다른 나라를 제어하는 책략"이라 하였다.
그는 "동양의 기예는 도예(道藝)로서 육예(禮樂射御書數)가 있을 뿐이고, 동양의 술학은 도학(道學)으로서 윤리적 덕목(孝悌忠信篤敬)만이 있을 뿐"이라고 보았다. 육용정은 동양의 도와 술학은 관념론에만 머물러 있다며 서양의 우수한 기술을 받아들이고 학습하는 것이 변화하는 추세에 맞추어가는 지름길이라고 보았다. 그러나 그는 서양의 과학 기술문명을 무조건 긍정하지는 않는다. 자신의 저서 의전기술 3권에서 "저들 서양인의 술학과 기예는 비록 신이(神異)하긴 해도 음기교현(淫奇巧眩)한 것"이라며 부정적으로 평가하기도 했다.

### 유학 반대론
갑신정변 이후로 그는 해외 유학을 반대하는 주장을 펼쳤다. 그는 해외 유학파 지식인들이 일으킨 갑신정변에 대해 "말류 기술에 미쳐 단지 출세하기를 노릴 뿐이라면 자기 부모를 저버리는 행위"로 규정하였다.
그는 "서구의 법은 참으로 신이하고 정묘해서 오늘날 반드시 행해야 한다. 그러나 이렇게 철없고 역량 없는 무리들로서는 결코 이를 배울 수 없을 줄로 나는 안다. 어째서인가? 이 무리들은 우선 기국(器局)이 깊지 않고 취향(趣向)이 정해지지 않아 각각 자기 나라에 있는 큰 줄기 보통 학문도 대충 통하지 못했거늘 하물며 다른 나라에서 평소 알지 못하는 신묘한 기술을 어찌 제대로 이해할 수 있겠느냐"는 것이었다.

### 여성들의 허영심에 대란 조롱
육용정은 당시 조선 여성들의 허영심을 조롱하는 시를 몇편 남겼다. 노처녀의 노래(老處女吟)라는 시에서 그는 가난한 집 남자의 배필이 되지 않겠다.(계군물배빈가부, 戒君勿配貧家夫) 나이든 사내에게 시집도 가지도 마라(계군물적충년부, 戒君勿適沖年夫), 먹고 살 일, 뒤치다꺼리 할 일 어찌할 수가 없으니(치생판사균무내, 治生辦事均無奈) 네 한 몸 그르침은 남자에게 달렸다지(오여일신총재부, 誤汝一身摠在夫)라고 하였다.
그는 당시 한국 여자들이 가난한 남자에게 시집가면 먹고 살 일이 걱정이라 하여 기피하는 것과 나이 많은 남자에게 시집가면 분명 재혼하는 것이거나 노총각일테니 딸린 식솔들 뒤치다꺼리가 보통 일이 아니라는 점을 걱정하는 것을 지적했다. 해서 가난한 집, 나이 든 남자에게 시집가느니, 차라리 노처녀로 늙어 죽겠다고 하는 여성들의 속내를 읽어냈다. 그리고 네가 왜 노처녀로 늙었는지 내가 이제 잘 알겠다는 조소를 은유적으로 표현하였다.
또 남자의 답장(男子答詞)이라는 시에서는 예로부터 진실로 좋은 사내 드물고(자래고시한량부, 自來固是罕良夫), 남편을 믿고 따르는 아낙네도 드물다오.(역한부인선사부, 亦罕婦人善事夫), 칠거지악 삼종지도 다 말해봐야 이제는 어렵지만(칠거삼종난진도, 七去三從難盡道), 그대여 이제부턴 사내 허물 마시소.(청군자차물우부, 請君自此勿尤夫) 라고 하여 남편에 대해 불평불만을 품는 아낙네들을 지적하였다.

### 형식에 얽매이기를 거부
그는 형식에 얽매이기를 거부하였다. 특히 그는 생부 육병두의 행장 <본생고백련부군행략 (本生考白蓮府君行略)>을 쓰면서 '마구 술을 마시고 손님을 모아 날마다 술 마시면서 스스로를 방기하였지만 마을 사람들은 그를 ‘호걸’이라 칭하였던 것' 등을 그대로 서술하였다. 특히‘독서를 좋아하지 않았다’든지 ‘술에 취해 스스로를 놓아버렸다’든지 하는 것은 조선시대 선고행장(先考行狀)에서는 흔히 보기 드문 표현인데, 그는 아버지를 불우한 일사로 묘사하였다.
당시 행장이 제문이나 묘지명에 비해 형식적으로 조금 더 자유로울 수 있다고 하더라도 육용정의 경우처럼 아버지에 대한 행장에서 굳이 유자로서의 수신에 결격이 있는 내용은 거의 싣지 않았다. 그의 생부 행장 <본생고백련부군행략 (本生考白蓮府君行略)>은 자신의 누이의 비문을 쓸 때 부덕이나 열녀, 절개를 강조하는 것을 거부한 박지원 만큼이나 파격적이었다.
이를 두고 육용정이 '아버지의 행장에서 보여주는 몇몇 서술들은 규범과 일탈의 경계를 넘나들고 있다'며 육용정 전문학에서 자주 등장하는 술과 신의의 문제 혹은 세상에적응하지 못하였거나 기존 질서를 초탈해 버린 주변인의 모습 등은 작가가 아버지에 대해 가지고 있던 흐릿한 기억의 편린과도 연관이 있을 것으로 보인다 는 분석도 있다.

## 가족 관계
- 양 아버지 : 육병규(陸炳圭)
- 친 아버지 : 육병두(陸炳斗, 1811년 ~ 1849년)
- 친 어머니 : 성주이씨(星州李氏)
  - 형 : 육용필(陸用弼, 본명은 용점(用漸), 1838년 ~ ?)
    - 조카 : 육종면
    - 조카 : 육종관(陸鍾寬, 1893년 ~ 1965년 12월 26일)
    - 조카며느리 : 이경령(李慶齡)
      - 종손녀 : 육영수(陸英修, 1925년 11월 29일 ~ 1974년 8월 15일) - 대한민국 5~9대 대통령 박정희의 후처
        - 외종증손 : 박근혜(朴槿惠, 제18대 대통령 (1952년 ~ )
        - 외종증손 : 박근령(朴槿永, 박서영, 1954년 ~ )
        - 외종증손 : 박지만(朴志晩, 1958년 ~ )

      - 종손녀 : 육인순(陸寅順, 1914년 ~ 1972년)
      - 종손녀사위 : 홍순일(洪淳一)
      - 종손자 : 육인수(陸寅修, 1919년 12월 3일 ~ 2001년 6월 25일)
      - 종손녀 : 육예수(陸禮修, 1929년 ~ )
      - 종손녀사위 : 조태호(趙泰浩, ? ~ 1988년)
- 부인 : 능성구씨(綾城具氏)
  - 양 아들 : 육종윤(陸鍾允, 1863년 ~ ?) - 아들이 없던 삼촌 육용정의 양자가 되었다.
    - 양 손자 : 육정수(陸定修, 1885년 ~ 1949년, 호는 초우당주인(蕉雨堂主人))

## 시
남자답사(男子答詞) / 남자 답변, 남편을 탓하는 부인에게 헌정하는 시
自來固是罕良夫(자래고시한량부) / 옜부터 진실로 좋은 남편은 드물고
亦罕婦人善事夫(역한부인선사부) / 남편을 믿고 따르는 아내도 드물다었다오.
七去三從難盡道(칠거삼종난진도) / 칠거지악 삼종지도를 모두 말해본들 고치기 어려워라
請君自此勿尤夫(청군자차물우부) / 그대여 이제부터는 남편을 허물하지 말지라
노처녀의 노래(老處女吟) / 노처녀의 노래
계군물배빈가부(戒君勿配貧家夫) / 그는 가난한 집 남자의 배필이 되지 않겠다.
계군물적충년부(戒君勿適沖年夫) / 나이든 사내에게 시집도 가지도 마라
치생판사균무내(治生辦事均無奈) / 먹고 살 일, 뒤치다꺼리 할 일 어찌할 수가 없으니
오여일신총재부(誤汝一身摠在夫) / 네 한 몸 그르침은 남자에게 달렸다지?

## 기타
그는 자신의 작품 이성선전을 통해 이성선과 그가 연모하는 남자의 동성애 관계를 사실적으로 묘사하였고, 송소합전에서도 송소합과 또다른 친구 김성일의 동성애 관계를 기록하였다. 황현의 매천야록 1권을 보면 황현은 당시 정계 거물인 김병국(金炳國)과 민규호(閔奎鎬)가 실은 동성애자였다는 것을 언급하였고, 임경주(任敬周)의 매죽당이씨전(梅竹堂李氏傳)과 고전소설 <방한림전>에도 역시 여성 동성애자들의 동성애 관계를 그리고 있다. 그런데 그는 자신의 저서 이성선전에서 이성선의 동성애 관계를 사실적으로 묘사하였고, 송소합전에서도 송소합이 육용정의 또다른 친구였던 김성일과 동성애 관계임을 상세히 묘사하였다.
그와 시문을 주고받고 교류하던 개화파 지식인 중 윤웅렬과의 관계는 그 후대로도 이어진다. 윤웅렬의 아들 윤치호는 YMCA기독교 청년회의 총무와 회장을 역임했고, 육정수는 윤치호의 후임으로 YMCA기독교 청년회의 간부이자 YMCA기독교 청년회의 총무로 활약하며 교류하였다.

## 같이 보기
| - 갑신정변 - 동학 농민 운동 - 아관파천 - 육영수 - 육종윤 - 육종관 - 육정수 - 육지수 - 육인수 - 육인순 - 김윤식 - 김홍집 | - 성리학 - 동도서기론 - 풍자 - 개화파 - 김옥균 - 박영효 - 서재필 - 윤치호 - 홍영식 - 춘성 |

## 참고 자료
- 조혜란, 《고전소설 몰입과 미감 사이》 (소명출판, 2013)
- 이화여자대학교 이화인문과학원, 《탈경계인문학 제10집, 2011.10월호》 (이화여자대학교 이화인문과학원, 2011)

1. ↑  다만 그의 출생년대에 대해서는 1843년 1월 1일생 설도 있다.
2. 1 2 3 4 5  이화여자대학교 이화인문과학원, 《탈경계인문학 제10집, 2011.10월호》 (이화여자대학교 이화인문과학원, 2011) 55페이지
3. 1 2  이화여자대학교 이화인문과학원, 《탈경계인문학 제10집, 2011.10월호》 (이화여자대학교 이화인문과학원, 2011) 35페이지
4. 1 2  떠나보낸 이의 외침 : 외국 유학은 불가하다[깨진 링크(과거 내용 찾기)]
5. 1 2  이화여자대학교 이화인문과학원, 《탈경계인문학 제10집, 2011.10월호》 (이화여자대학교 이화인문과학원, 2011) 56페이지